# Lissonota cephalotes
Lissonota cephalotes là một loài tò vò trong họ Ichneumonidae.